# Бекназаров, Азимбек Анаркулович
Бекназаров Азимбек Анаркулович (род. 1956, Кара-Суу, Джалал-Абадская область) — киргизский государственный деятель. Заместитель главы временного правительства Киргизии по вопросам прокуратуры и финансовой полиции, председатель Партии национального возрождения «Асаба».

## Биография
- с 1977 г. — рабочий совхоза «Кызыл-Туу»
- в 1982 году переехал в Ташкент, где закончил Ташкентский юридический техникум и с 1984 г. работал судебным исполнителем в Джанги-Джольском районном народном суде в Ошской области Киргизской ССР
- с 1991 по 1996 работал в органах прокуратуры — следователь, а затем старший следователь прокуратуры Джалал-Абадской области.
- С 1997—1999 г.г. — судья Октябрьского районного суда Бишкека
- с 2000—2005 г.г. — депутат Жогорку Кенеша
- С марта по 19 сентября 2005 г. — сначала исполняющий обязанности Генерального прокурора, а затем Генеральный прокурор, одновременно член Конституционного совещания Киргизии

## Награды
- Орден «Манас» III степени
- Именные часы Президента Кыргызской Республики (29 ноября 2011 года) — за значительный вклад в поступательное и устойчивое развитие и становление государственной власти[1].